# Транспортно-энергетический модуль
Тра́нспортно-энергети́ческий мо́дуль (ТЭМ, я́дерный букси́р, косми́ческий букси́р «Зевс») — разрабатываемое российское космическое транспортное средство (межорбитальный буксир).
ТЭМ разрабатывается АО ЦНИИмаш по заказу Роскосмоса.
Создание модуля является частью разработки на базе ядерной энергодвигательной установки мегаваттного класса, совместного проекта группы предприятий входящих в состав госкорпораций Роскосмос и Росатом.
ТЭМ создаётся как транспортное средство для решения большого спектра задач, в том числе для доставки грузов на орбиту Луны, геостационарную орбиту (ГСО), траектории к планетам Солнечной системы (как к Марсу, так и далее), а также для борьбы с мусором на орбите Земли.
Цель проекта — создание принципиально нового транспортного средства в космосе, обладающего возросшим уровнем энергии и позволяющего обеспечить участие России в крупных международных проектах, осваивать передовые технологии, вырастить новых специалистов и позволить осуществлять длительные задания по исследованию Солнечной системы.
Отличительная особенность проекта от предыдущих космических аппаратов, имеющих ядерные реакторы на борту — источник энергии мегаваттного класса (благодаря ЯЭДУ мегаваттного класса, модуль получит тридцатикратное увеличение объёмов располагаемой энергии), раздвижной капельный холодильник-излучатель.
Работы по проекту начались в 2009 году; разработку с 2011 до 2015 года вела РКК Энергия, планировалось, что он будет готов к 2018 году.
Дата появления лётного прототипа модуля примерно в 2022—2023 году (2030 год).
На 2018 год приблизительная стоимость проекта оценивается в 8 миллиардов 250 миллионов рублей.
На основе ТЭМ КБ «Арсенал» разрабатывает космический комплекс «Нуклон» для научных исследований в интересах освоения Луны и изучения Солнечной системы.

## Описание

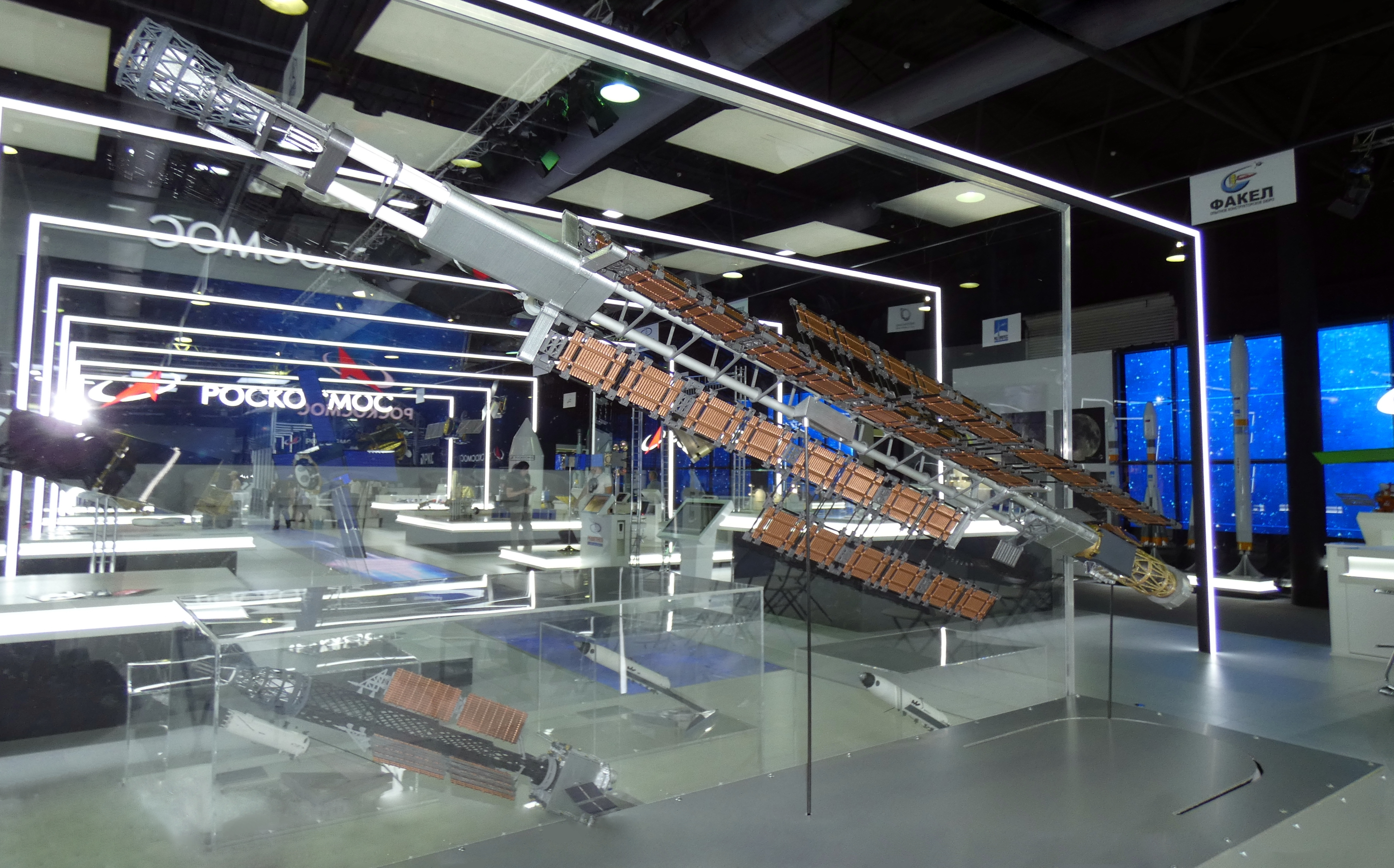
Две компоновки буксира. В сложенном виде занимают одинаковый объём под обтекателем «Ангары-А5В»

Модуль состоит из энергоблока с реакторной установкой, электроракетной двигательной установки (ЭРД) и приборно-агрегатного комплекса.
Конструкция модуля также состоит из раздвижных ферм, стыковочного узла, солнечных батарей, капельного холодильника-излучателя, маршевых электрореактивных двигателей, системы преобразования энергии, креновых ЭРД, зоны размещения робототехнических средств, генератора капель.
Новые ионные двигатели (ИД-500) повышенной мощности.
Сборка может осуществляться на орбите с использованием МКС.
Груз стыкуется с помощью другого корабля (см. главную иллюстрацию статьи).
ОКР по теме ТЭМ
Цель выполнения ОКР: создание принципиально нового транспортного средства в космосе, обладающего качественно возросшим уровнем энергетики и позволяющего обеспечить:
- участие России в перспективных масштабных международных проектах по освоению космического пространства;
- освоение новых инновационных технологий в обеспечение развития отечественной промышленности;
- формирование научно—технической элиты для решения комплексных инновационных задач;
- возможность создания систем энергоснабжения Земли из космоса, борьбы с астероидно-кометной опасностью и очистки околоземных орбит от неработающих спутников и космического мусора.

Для достижения поставленной цели должны быть решены следующие задачи:
- Обеспечение космического транспортного средства электрической мощностью мегаваттного уровня.
- Создание маршевых двигательных установок на основе электроракетных двигателей с удельным импульсом тяги не менее 70000 м/с.
- Освоение и передача в производство инновационных технологий, в том числе:
  - технологий создания высокотемпературных (до 1500 K) турбин;
  - технологий создания высокотемпературных (до 1200 K) компактных теплообменных аппаратов;
  - технологий создания высокоэффективных электроракетных двигателей большой мощности (более 50 кВт);
  - технологий создания высокотемпературного (до 1600 K) компактного газоохлаждаемого реактора на быстрых нейтронах с системами обеспечения ядерной и радиационной безопасности на всех этапах эксплуатации;
  - технологий создания высокотемпературных тепловыделяющих элементов;
  - технологий создания высокооборотных (30000…60000 об/мин) электрогенераторов и статических преобразователей большой мощности;
  - технологий создания высокотемпературных (до 1500 K) конструкционных материалов с ресурсом до 100000 часов;
  - технологий создания бескаркасных холодильников—излучателей;
  - технологий развёртывания крупногабаритных конструкций в космосе.
- Рост количества высококвалифицированных работников ракетно-космической и атомной отраслей российской промышленности.

## История
С 1970-х годов РКК «Энергия» совместно с рядом предприятий вела разработки космической ядерной энергетической установки с использованием литий-ниобиевой технологии электрической мощностью 500—600 кВт для создания буксира «Геркулес». В 1988 году усилиями РКК «Энергия» появились первые разработки солнечных электроракетных буксиров большой мощности. С 2001 по 2005 год РКК «Энергия» в сотрудничестве с ГНЦ ФГУП «Центр Келдыша», ЦНИИмаш, ГКНПЦ им. М. В. Хруничева, ИКИ РАН, ИМБП РАН и рядом других организаций участвовала в проектно-конструкторской работе над ключевыми элементами энергодвигательного комплекса и космической платформы для обеспечения реализации пилотируемой экспедиции на Марс. В проекте также был рассмотрен вариант солнечного межорбитального буксира с мощностью 15 МВт с тонкоплёночными солнечными батареями и электроракетной двигательной установкой Паром.

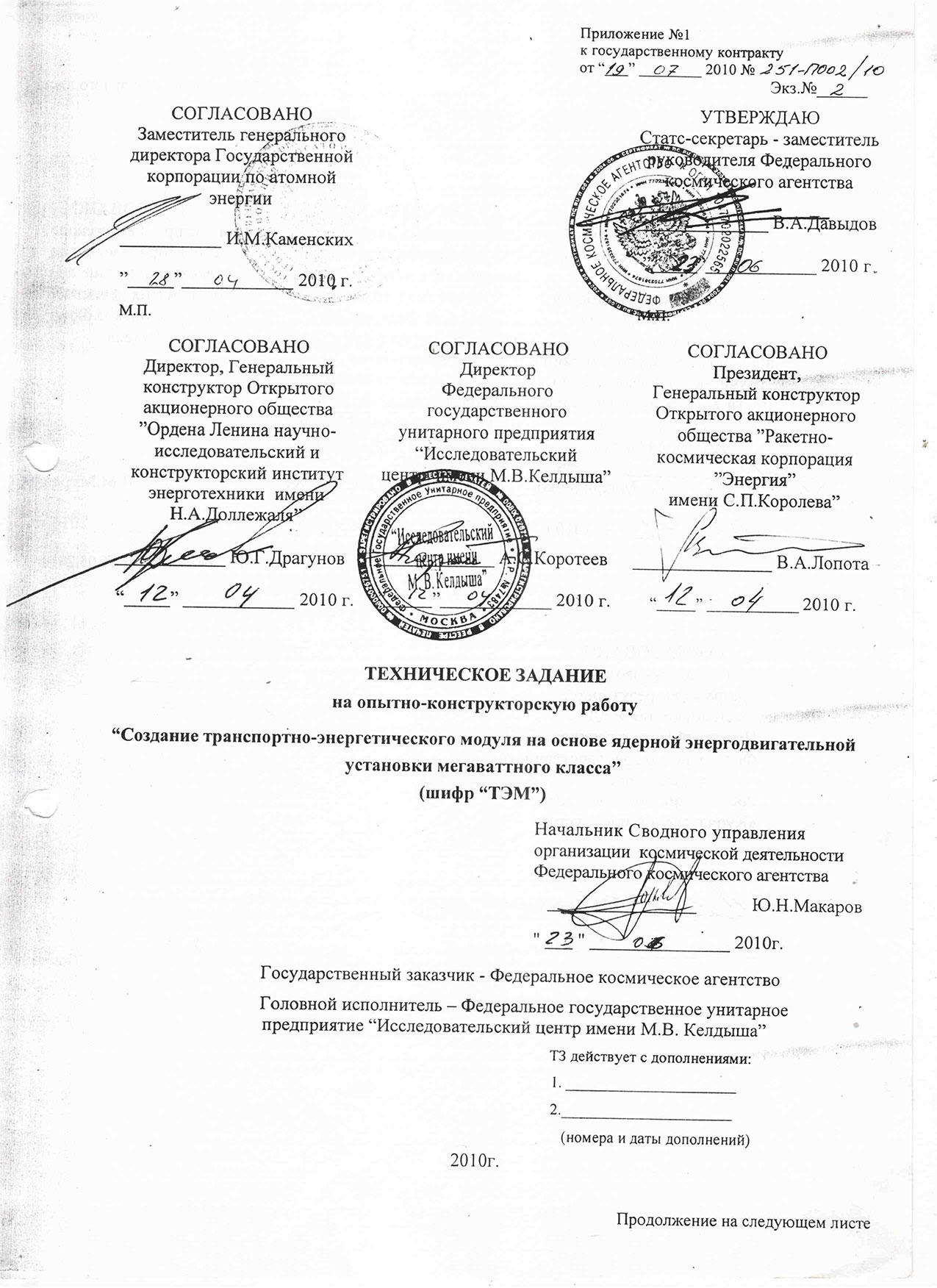
Титульный лист

Невозможность осуществлять межорбитальные перелёты, осваивать Солнечную систему и защитить Землю от метеоритов и астероидов привела к тому, что в 2009 году «Комиссией по модернизации и технологическому развитию экономики России при президенте России» было принято решении о начале проектных работ над Транспортно-энергетическим модулем на основе ядерной энергодвигательной установки, РКК «Энергия» играла головную роль в части проектирования модуля, Центр Келдыша возглавил разработку установки, а НИКИЭТ занялся созданием реактора. Инициативой заинтересовались в США, и в 2011 году предложили сотрудничество, однако после 4 заседаний межправительственной комиссии достичь договорённости не удалось. В апреле 2015 пресса растиражировала новость о том, что работы по проекту были свёрнуты, однако информация была опровергнута. К 2018 году были сданы эскизный и технический проекты, двигатели и реактор.

## Ход работ

### 2009 год
| «                                        | Модуль на основе ядерной энергодвигательной установки мегаваттного класса — это очень серьёзный проект, потому что всё остальное тоже интересные и важные вещи, но они уже нам более понятны. | » |
| — Дмитрий Медведев, 28 октября 2009 года | |   |

Благодаря многолетним теоретическим и практическим изысканиям, которыми занимались ведущие предприятия России, появилась возможно подготовить теоретическую базу, с результатами которой были ознакомлены члены Комиссии по модернизации и технологическому развитию экономики России при президенте России. Проект создания модуля был частью разработки на базе ядерной энергодвигательной установки мегаваттного класса, при сотрудничестве Роскосмоса и Росатома.
Президент России Дмитрий Медведев, ставший инициатором работ, полагал, что следует отнестись к проекту со всей серьёзностью ввиду его значимости. Анатолий Перминов, также один из инициаторов работ, полагал, что эта работа поможет обойти конкурентов, с одной стороны, а с другой, настаивал на международной кооперации.
В октябре 2009 года Анатолий Перминов сообщил, что эскизное проектирование будет закончено к 2012 году, а на всю работу уйдёт около 9 лет.

### 2010 год

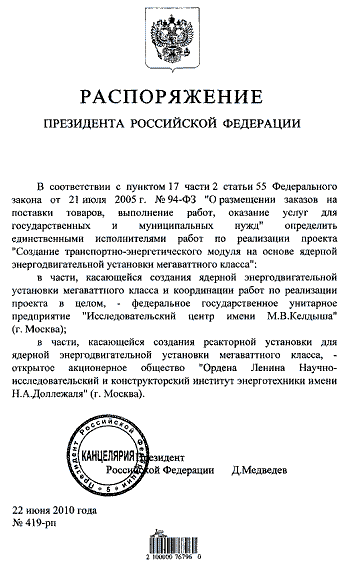
Распоряжение Президента

В 2010 году по распоряжению президента России Дмитрия Медведева начались работы по созданию транспортного модуля на основе ЯЭДУ. Росатом утвердил техническое задание на разработку установки мегаваттного класса и модуля. В марте была осмотрена технологическая база для создания и обеспечения эксплуатации систем управления ядерными реакторами.

### 2011 год
| «                                         | Предлагается уникальный прорывной проект создания транспортного энергетического модуля на основе ядерной энергодвигательной установки мегаваттного класса. Реализация этого проекта позволит на базе уже имеющегося задела поднять отечественную технику на принципиально новый уровень, во многом опережающий зарубежные разработки | » |
| — Анатолий Перминов, 28 октября 2009 года | |   |

Роскосмос объявил конкурс на создание ядерной энергодвигательной установки большой мощности, способной выполнять длительные перелеты.
9 февраля 2011 года состоялась видеоконференция руководителей предприятий-участников проекта, подводились итоги работ по прошлому году и задачи в новом году, особое внимание в ходе встречи было уделено необходимости создания испытательного комплекса Ресурс для отработки реакторной установки.
На совещании 11 октября 2011 года обсуждались вопросы в области создания радиационно стойкой элементной базы, необходимой для системы управления реактором и транспортно-энергетического модулем в целом. В результате специалисты пришли к выводу, что система управления комплексом может быть создана на российской элементной базе. Был завершён эскизный проект установки.

### 2012 год
Сформировать рабочий облик модуля предстояло РКК «Энергия», на что с 2010 по 2018 год выделялось 5,8 миллиардов рублей. В этом же году был подготовлен технический проект. Завершили первую часть технического проекта установки. В ГНЦ РФ-ФЭИ подготовлены материалы по техническому проекту лётного и наземного вариантов установки по оптимальной системе радиационной защиты. Проведены расчёты для обоснования радиационной безопасности, дополнительной радиационной и биологической защиты.

### 2013 год
Эскизное проектирование было завершено в 2013 году На основе полученных в 2012 году результатов было принято решение перейти к этапу рабочего проектирования и изготовления оборудования и образцов для автономных испытаний. На МАКС-2013 был представлен макет модуля и некоторых важных частей, таких как: ядерная энергодвигательная установка и турбокомпрессор-генератор.

### 2014 год
Проводились испытания новых ионных двигателей повышенной мощности ИД-500. Начались испытания ТВЭЛов.
В декабре 2014 были изготовлены трубы из молибденового сплава для рабочих органов системы и защиты реакторной установки.

### 2015 год

Макет реактора РУГК

29 июня 2015 года на заседании руководителей проекта, были рассмотрены предложения по поэтапности разработки ТЭМ, план-графика поставки комплектов деталей и узлов твэлов РУГК и изготовления комплекта твэлов РУГК, заключённые договора, выполнение работ во втором квартале года. На заседании главных конструкторов проекта от 5 августа разбирались вопросы по организации работ, разработке дополнения к проекту и созданию испытательного комплекса Ресурс.
В октябре в ходе заседания совета по проекту, рассматривались вопросы по опытно-конструкторским работам его составных частей, схемы деления ТЭМ, возможные технические средства в составе модуля, обеспечение радиационной безопасности при выводе на орбиту.

### 2016 год

Макет ТЭМ

Планировалось, что корпорация Энергия создаст модуль к 2018 году. Однако летом 2016 года стало известно, что Роскосмос заказал Центру имени Келдыша разработку транспортно-энергетического модуля на основе ядерной энергодвигательной установки мегаваттного класса стоимостью в 3,8 миллиарда рублей.
В конце марта на выставке «Госзаказ — ЗА честные закупки 2016» вновь был показан макет ядерной энергодвигательной установки мегаваттного класса.
В ноябре 2016 года директор ФГУП ЦНИИмаш Олег Горшков сообщил, что разработкой займётся их институт. Он напомнил, что речь идёт об устройстве, способном вырабатывать 1 мегаватт энергии, что откроет принципиально новые возможности в освоении космоса, а также о том, что ни США, ни Европа на данный момент не обладают подобной технологией. Лётный прототип должен появиться в 2022—2023 годах.

### 2017 год
| «                                   | Это уникальная работа, она идёт, развивается, но мы хотим понять, как и для чего мы будем использовать эти новые возможности. | » |
| — Дмитрий Рогозин, январь 2017 года | |   |

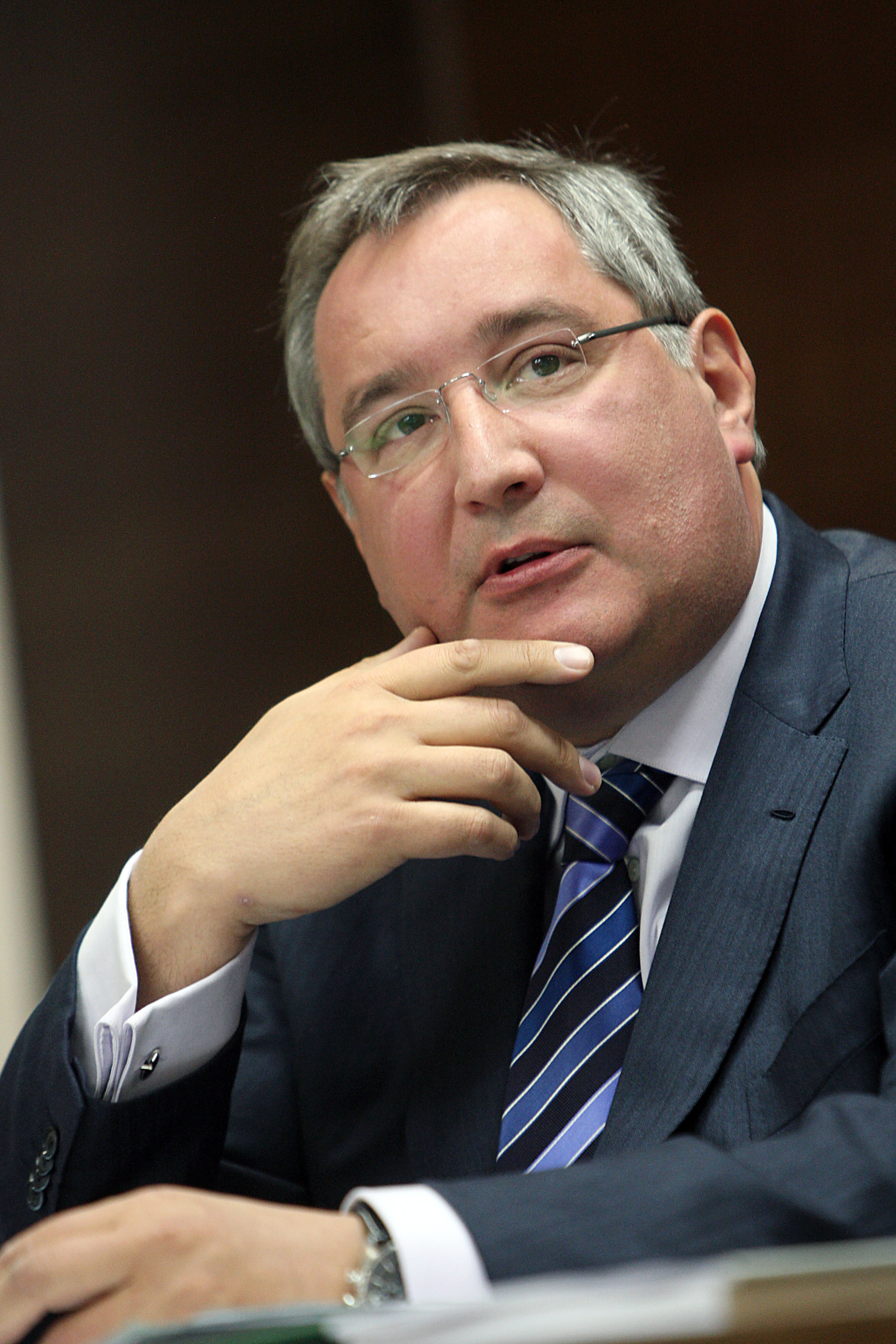
Дмитрий Рогозин

В январе 2017 года Дмитрий Рогозин, довёл до сведения общественности, что в ближайшее время будет принято решение о том, как будет использован транспортно-энергетический модуль.
В конце апреля 2017 года генеральный конструктор Роскосмоса Виктор Хартов подтвердил успешный ход работ по ТЭМ, сообщив некоторые технические подробности. Прежде всего о том, что есть готовый реактор, системы преобразовывают вырабатываемую им тепловую энергию в электрическую, которая поступает на ионные двигатели. Двигатели мощностью 30 кВт сейчас испытываются в камере. По его словам уже есть около 10 ключевых технологий, которые сейчас воплощают в жизнь.
В октябре 2017 года стало известно, что, согласно утверждённой программе развития космодромов, планируется создать технический комплекс подготовки космических аппаратов на основе транспортно-энергетических модулей.
В 2017 году весь бюджет подпрограммы «Приоритетные инновационные проекты ракетно-космической промышленности» размером 2,2 миллиарда рублей был расписан на единственный проект — «Создание транспортно-энергетического модуля на основе ядерной энергодвигательной установки мегаваттного класса».

### 2018 год
В конце февраля 2018 года проводились работы по изготовлению и наземной отработке ЯЭДУ мегаваттного класса и ТЭМ.
В августе 2018 года на главной странице официального сайта Исследовательского центра имени М. В. Келдыша в тексте программного меморандума к 85-летию предприятия появилось подтверждение продолжения работ по ЯЭДУ.
В октябре 2018 года Роскосмос дал поручение специалистам «КБ Арсенал» рассмотреть эскизные предложения, провести расчётно-экспериментальные исследования и проработать облик буксира не только с ядерной энергодвигательной установкой, но и с электроракетными двигателями.

### 2019 год
28 января 2019 года выездная комиссия определила места на космодроме Восточный, где будут строиться стартовая площадка для сверхтяжёлых ракет и транспортно-энергетический модуль.
В марте 2019 года госкорпорация Роскосмос оштрафовала «Центр имени Келдыша» на 154,9 миллиона рублей за срыв сроков выполнения работ по производству ТЭМ, которые должны были завершится к ноябрю 2018 года.
В годовом отчёте Роскосмоса за август сообщалось, что были выполнены испытания отдельных частей макета наземного прототипа модуля.
На проходившем в конце августа МАКС-2019 посетители могли наблюдать выставленный макет ТЭМ. Со слов присутствующих рядом со стендами лиц, масса сухого аппарата составляет около 6 тонн, фермы конструкции и панели излучателей уже протестированы.
18 сентября 2019 года глава Роскосмоса Дмитрий Рогозин на встрече с участниками V Всероссийской научно-практической конференции «Орбита молодёжи» в Балтийском государственном техническом университете имени Устинова сообщил, что работы по созданию космического «буксира» с ядерной энергодвигательной установкой продолжаются, однако решается вопрос, будет ли это сразу мегаваттный класс или же полумегаваттный. Самая безопасная орбита для выведения буксира — не менее 800 километров, скорость его будет невысока, но работать он сможет очень долго.
В сентябре 2019 года из информации на сайте госзакупок стало известно, что Роскосмос заказал работы по прикладным инновационным исследованиям технологий создания ракетных двигателей. Исполнитель по контракту должен предоставить предложения по проектному облику электроракетного роторного двигателя в составе ядерной энергодвигательной установки межорбитального буксира. Сумма контракта составляет 525,6 млн рублей. Экспериментальное подтверждение работоспособности макета должно состояться не позднее 30 марта 2020 года.

### 2020 год
28 января 2020 года на Королёвских чтениях первый заместитель гендиректора Роскосмоса Юрий Урличич заявил, что к 2025 году планируется создать «опытные образцы космической ядерной энергоустановки с термоэмиссионным реактором-преобразователем», к 2030 году должны быть завершены ресурсные испытания, на 2030-е годы запланированы лётные испытания аппарата.
29 апреля 2020 года агентство РИА Новости сообщило о приостановке проекта и расторжении контракта между Роскосмосом и Центром Келдыша по причине неготовности стендово-испытательной базы.
2 июня 2020 года Дмитрий Рогозин сообщил, что работы над проектом продолжаются, но не афишируются.
4 июля 2020 года делегация Роскосмоса во главе с Дмитрием Рогозиным посетила КБ «Арсенал», в социальных сетях к сообщению о данном событии было добавлено также концептуальное изображение ТЭМ.
13 и 14 сентября 2020 года появились неофициальные фотографии сборки наземного прототипа ТЭМ в цехах КБ «Арсенал»: Ядерный космический буксир в металле.
19 сентября 2020 года автор некоммерческого образовательного проекта о космосе Игорь Егоров сообщил о полной переработке концепции ТЭМ в силу неудач с разработкой капельного излучателя-охладителя и турбомашинного преобразователя. Проект получил название «Нуклон» и будет выполняться по хорошо отработанной в СССР технологии термоэмиссионного преобразования энергии.
28 сентября 2020 года в эфире проекта ПостНаука на 38 минуте, начальник лаборатории перспективных реакторных концепций НИЦ «Курчатовский институт» Татьяна Щепетина, на вопрос о ядерных двигателях в космосе заявила: что разрабатываемая в данный момент установка двухконтурная, это реактор с газовым теплоносителем и турбинным преобразователем. Что является не самой удобной в виду необходимости обслуживания турбины, но самой компактной схемой.
8 декабря 2020 года во время Общего собрания РАН, посвящённого 75-летию российской атомной отрасли во время доклада о космической ядерной энергетике (начало 4 час 40 минута) Драгунова Юрия Григорьевича в презентации демонстрируется  ряд материалов о проекте: концептуальные проекты космических ядерных энергосистем, схема управления в части создания ядерной  установки, гелий-ксеноновая схем ЯЭДУ, замеры температурных полей реактора, модели и стенды для экспериментов по верификации расчётных кодов, полномасштабный макет корпуса реактора для термоциклических и пневматических испытаний, фото сборки фрагментов активной зоны РУ, блоки внутренней и внешней радиационной защиты и их успешные вибропрочностные испытания, петлевые испытания фрагмента активной зоны реактора МИР-1.М. После идёт заключение об разработке и одобрении проекта ядерной установки, подтверждении технических требований, обосновании ядерной и радиационной безопасности, подтверждение реализуемости создания  реакторной установки.
11 декабря 2020 года РИА Новости сообщило, что Роскосмос заключил контракт с КБ «Арсенал» стоимостью 4,2 млрд рублей на разработку аванпроекта космического ядерного буксира (как стало известно из ТЗ, космического комплекса) «Нуклон» для полётов к Луне, Юпитеру и Венере. «Нуклон» сможет доставлять 10 тонн груза на Луну за 200 суток, говорится в документах «Роскосмоса», опубликованных на сайте госзакупок.

### 2021 год

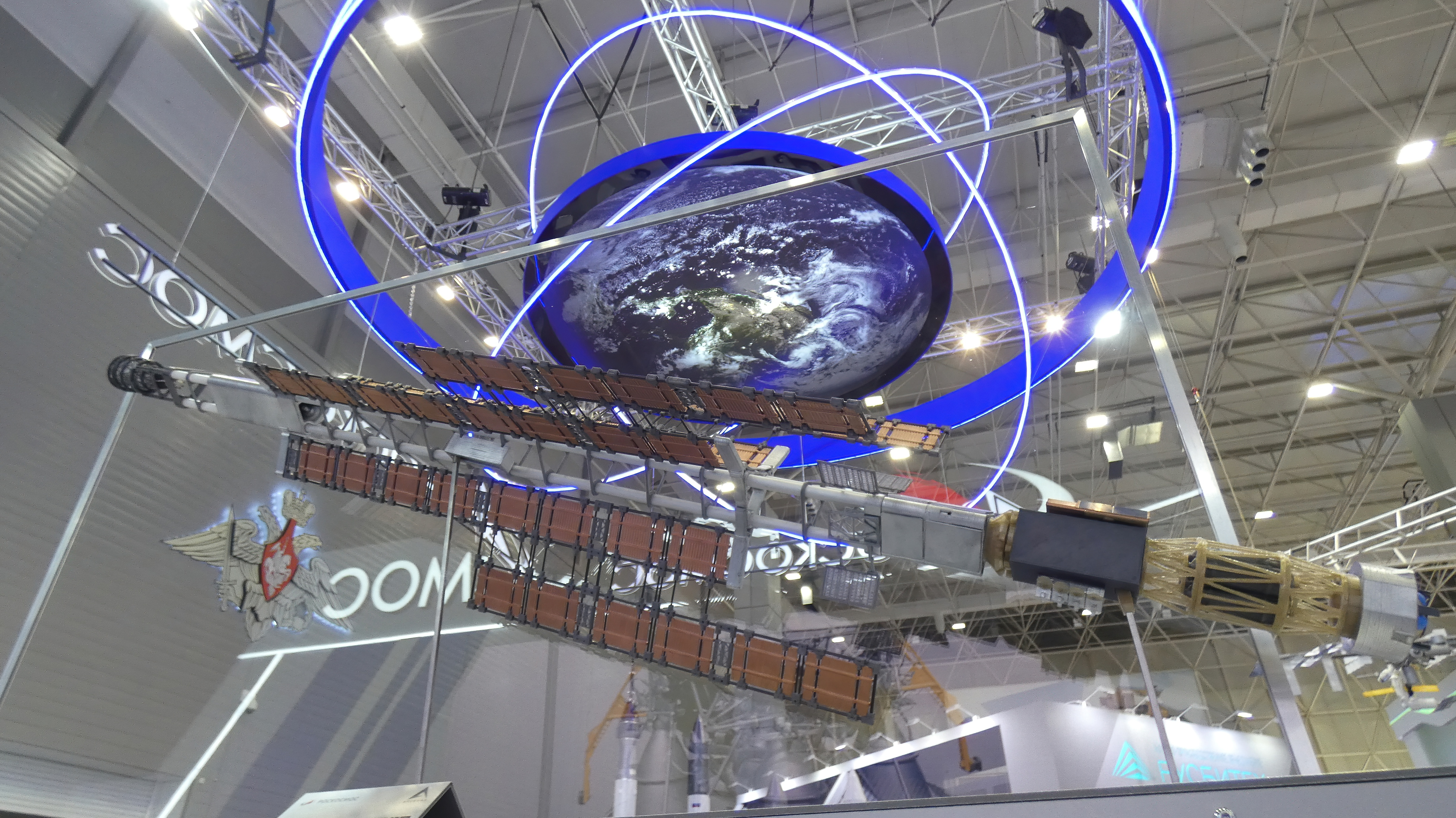
Выбранная на 2021 год конфигурация

19 марта 2021 года исследовательский центр имени М.В. Келдыша рассчитывает провести лётные испытания ионных двигателей в 2025—2030 годах. Как уточнили в пресс-службе, Центр Келдыша уже создал изделия мощностью от 200 Вт до 35 кВт. В настоящий момент подтверждаются их ресурсные характеристики и ведётся предварительная проработка создания двигателя мощностью 100 кВт.
14 апреля 2021 года в выпуске «Космическая среда № 325» на канале «Роскосмос ТВ» Дмитрий Рогозин сообщил, что некоторые элементы межпланетного ядерного буксира «уже в железе, уже существуют».
21 апреля 2021 года во время второго дня Общего собрания членов Российской академии наук академик Анатолий Сазонович Коротеев предоставил доклад «Использование ядерной энергии в космических системах», в котором среди прочего демонстрировались: принципиальная схема ядерной энергодвигательной установки, перечислялись преимущества и недостатки различных систем охлаждения, демонстрировалась схема бескаркасного холодильника-излучателя, результаты первого этапа космического эксперимента «Капля-2», вариант ТЭМ с изменённой схемой отвода тепла который позволяет провести его лётные испытания на уже отработанных ракетах-носителях «Ангара-А5», без развёртывания крупногабаритных конструкций в космосе мощностью аппарата до 200 кВТ, а так же озвучен перечень задач, которые позволяет решить такой аппарат, в том числе обеспечение эффективных транспортных операций в ближнем и дальнем космосе и вывод тяжёлых полезных нагрузок на геостационарные орбиты. Предоставлено сравнение эффективности применения ТЭМ с ЯЭДУ мощностью 200 кВТ, запускаемой на ракете-носителе «Ангара-А5» и «Енисей» с КВТК.
22 мая 2021 года исполнительный директор госкорпорации «Роскосмос» по перспективным программам и науке Александр Блошенко принял участие в просветительском марафоне «Новое знание», где продемонстрировал ряд материалов: два варианта ТЭМ мощностью 500 кВТ с ионными двигателями и роторным магнитоплазменным двигателем, а так же их массо-габаритные характеристики. Озвучены планы по первой миссии космического комплекса на базе ТЭМ, которые в данный момент просчитываются по массе полезной нагрузки и баллистическим траекториям совместно с РАН. Также продемонстрирована концепция и характеристики орбитальной станции с ТЭМ.
4 июля 2021 года РИА Новости сообщили, что Роскосмос планирует испытать на Международной космической станции элементы системы охлаждения ТЭМ. Планируется исследовать работу капельного холодильника-излучателя в рамках эксперимента «Капля-2-2».
9 июля 2021 года РИА Новости сообщили, ссылаясь на имеющихся в распоряжении документы КБ «Арсенала», что в 2018—2019 годах конструкторское бюро провело научно-исследовательские работы чтобы выяснить, может ли «Зевс» не только дистанционно зондировать поверхность Земли и околоземное воздушное пространство, но и «воздействовать с помощью электромагнитного излучения на радиоэлектронные средства систем управления, разведки, связи и навигации; направленной передачи энергии лазерным излучением». Также появились неофициальные фотографии, совпадающие с фото появившимися 13—14 сентября 2020 года, и слайды, как утверждается из информационного буклета КБ «Арсенал» посвящённого 70-летию организации, на которых отображены: элементы ТЭМ в разборе на крупные блоки для  функциональных испытаний, собранный КТМ ТЭМ на технологической платформе без одной из панелей системы обеспечения теплового режима (СОТР), фото проведения функциональных испытаний отсека несущих ферм (ОНФ), фото отсека обеспечивающих систем и модуль двигательных установок. Также на слайдах отображён проект работы ТЭМ на радиационно-безопасной орбите со стыковкой с космическими аппаратами и подъёмом их на геостационарную орбиту или орбиту захоронения. Проект доставки грузов на Луну при помощи ТЭМ. Проект размещения ТЭМ-ретранслятора в точке либрации L1 Марса системы «Солнце-Марс», что позволяет организовать высокоскоростной канал передачи информации на Землю с поверхности Марса и находящихся на орбите Марса КА. Проект использования ядерного реактора ТЭМ после его отстыковки и успешного приземления для обеспечения энергией станции на поверхности Марса.
На проходившем в конце июля МАКС-2021 посетители могли наблюдать выставленный макеты ТЭМ. Версии с ионными двигателями, который уже ранее демонстрировался на МАКС-2019 и макет с роторным магнитоплазменным двигателем. Так же специалисты отвечали на вопросы желающих касательно развития проекта. Впоследствии оба макета были так же представлены на АрМИ-2021. С добавлением возможности двухпусковой схемы для варианта с роторным магнитоплазменным двигателем, где модуль полезной нагрузки выводится отдельно и пристыковывается к ТЭМ.
26 августа 2020 года генеральный директор Владимир Кошлаков на Международном военно-техническом форуме «Армия-2021», заявил ТАСС, что Исследовательский центр им. М. В. Келдыша планирует испытать капельный холодильник-излучатель для ядерного буксира «Зевс» на борту Международной космической станции (МКС) в 2024—2025 годах.
По словам гендиректора предприятия, уже разработана проектная документация. Сейчас Центр Келдыша приступает к изготовлению макетов и научной аппаратуры для проведения эксперимента в многоцелевом лабораторном модуле «Наука».
4 сентября 2020 года макет с роторным магнитоплазменным двигателем был представлен президенту Российской Федерации во время его визита на космодром Восточный, с заявленной датой пуска в 2030 году и выводом на высоту 800 км, для безопасного включения реактора.
29 сентября 2020 года СМИ сообщили, ссылаясь на документы на сайте госзакупок, что Роскосмос продемонстрирует полутораметровый макет комплекса «Зевс» и макет транспортно-энергетического модуля длиной в 81 см на Международном астронавтическом конгрессе в ОАЭ.
8 октября 2020 года исполнительный директор госкорпорации «Роскосмос» по перспективным программам и науке Александр Блошенко принял участие в открытом диалоге, в рамках цикла мероприятий под названием «Марафон рационализаторов». Где продемонстрировал видео анимацию нового облика ионного варианта ТЭМ, с его раскрытием на орбите, для планируемой в 2030 году миссии космического комплекса по изучению Луны, Венеры и спутников Юпитера. Также был продемонстрирован новый облик модуля полезной нагрузки и схема полёта космического комплекса продолжительностью в 50 месяцев с участками отделения малых космических аппаратов и спутников.
26 ноября 2020 года Александр Блошенко на отраслевом совещании «Фотовольтаика-2021», проходящем в НПП «Квант» заявил, что в данный момент проект находится на этапе ресурсного обеспечения.
3 декабря 2020 года на Всероссийском форуме космонавтики и авиации «КосмоСтарт 2021», Александр Блошенко сообщил, что ТЭМ позволит доставить к спутникам Юпитера десятки тонн полезной нагрузки.

### 2022 год

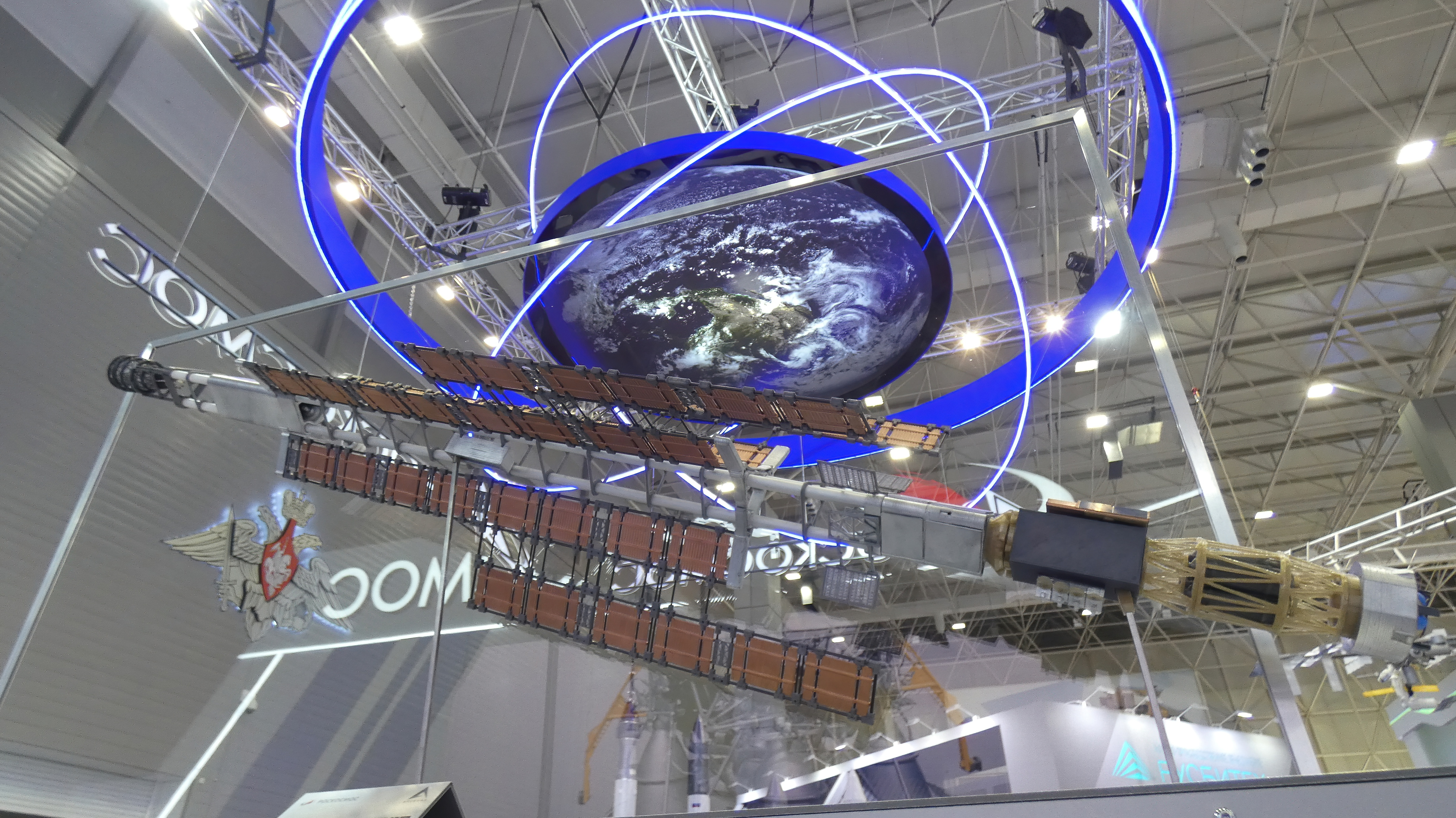
Выбранная на 2021 год конфигурация

25 января 2022 года генконструктор РКК «Энергия» Владимир Соловьёв, на Королёвских чтениях в Москве сообщил, что В России ведется разработка космического ядерного буксира мощностью до 6 мегаватт (МВт).
5 апреля 2022 года на открытом научном семинаре Госкорпорации «Росатом» «Управляемый термоядерный синтез и плазменные технологии» было заявлено, что Троицкий ТРИНИТИ планирует к 2024 году завершить разработку прототипа плазменного ракетного двигателя. Которые, вероятно, будут применяться на последующих версиях ТЭМ.
7 апреля 2022 года исполнительный директор «Роскосмоса» Александр Блошенко рассказал «Известиям» о научной миссии ядерного буксира «Зевс».
В апрельском выпуске журнала «Русский космос» вышла статья, посвящённая ТЭМ: где среди ранее озвученной информации была продемонстрирована схема принципа работы «Зевса», фото испытательного стенда в Центре Келдыша для отработки систем преобразования энергии, фото высокооборотного турбинного генератора ТЭМ, фото испытания двигателей ИД-200 и ИД-500.
19 мая 2022 года в Роскосмосе сообщили, что ионные и холловские двигатели испытываются в криогенных вакуумных установках ГНЦ «Центр Келдыша».
29 мая 2022 года глава Роскосмоса в своих социальных сетях прокомментировал публикации отдельных СМИ, касательно ТЭМ: программа имеет финансирование по 2024 год, будут использоваться ионный двигатели ИД-500 с удельным импульсом для межпланетных перелетов 7000 секунд, турбомашинное преобразование энергии для экономии общей массы комплекса. Возможность использования двухпусковой схемы с РН Ангара А5. Также Дмитрий Рогозин разместил фото специального стендового машинного зала в московском Центре Келдыша, где проводятся испытания элементов ТЭМ. Заявлено, что 13 мая штатно прошли очередные испытания с температурой рабочего тела на входе в турбину более 1200 К, и частотой вращения 34 000 оборотов в минуту. В последующих испытаниях планируется выйти на проектные 60 000 оборотов в минуту. Ведётся работа над лопатками турбин, рассчитанными на ещё большую температуру рабочего тела — до 1500 К и выше. Специалисты рассматривают несколько материалов-кандидатов: от спецсплавов до керамики и композитов, что позволит значительно уменьшить площади панелей теплосброса.
4 июля 2022 года глава Роскосмоса в своих социальных сетях сообщил, что обсудил с генконструктором орбитальных пилотируемых комплексов и систем Владимиром Алексеевичем Соловьёвым и главным конструктором нового пилотируемого корабля «Орёл» Игорем Хамицем два приоритета создаваемой Российской орбитальной служебной станции. Где связал проекты ТЭМ, корабля «Орёл» и станции РОС как задела для будущих дальних пилотируемых миссий в солнечной системе.
22 июля 2022 года Владимир Кошлаков, гендиректор Центра Келдыша, в интервью РИА Новости рассказал о том, что сейчас происходит с проектом ядерного буксира «Зевс». Заявлено продолжение работ над холловскими и ионными двигателями при условии их применения в рамках первой планируемой миссии ТЭМ в 2030 году. Так же обозначено, что эксперимент «Капля-2-2» намечен на 2024 год и в случае подтверждения создания замкнутого контура охлаждения (генерация капель — улавливание в приёмнике), сразу можно будет приступать к строительству штатного изделия. А реализации такой технологии позволит в дальнейшем увеличить мощность ТЭМ «Зевс» минимум вдвое. Для защиты же радиаторов охлаждения от микрометеоритов в Центре Келдыша ведётся отработка использования самовосстанавливающегося материала. Он обладает высокой скоростью «залечивания» — меньше, чем за секунды может устранять дефекты размерами 1—3 мм. Когда такой материал чем-то пробивается, он становится не хрупким, а пластичным, и образованное отверстие постепенно затягивается.
2 декабря 2022 года в Роскосмосе сообщили, что Юрий Борисов посетил Центр Келдыша, где ознакомился с работами по созданию транспортно-энергетического модуля с ядерной энергодвигательной установкой. Главе Роскосмоса продемонстрировали двигатель ИД-500 на 35 кВт и макет перспективного ионного двигателя мощностью 85 кВт. Также был проведен осмотр испытательной базы, позволяющую моделировать работу ядерной энергодвигательной установки.

### 2023 год
30 марта 2023 года в эфире Российского радиоуниверситета Александр Викторович Спицын, начальник отдела прикладных плазменных технологий, и Евгений Юрьевич Брагин, научный сотрудник лаборатории перспективных технологий Курчатовского комплекса ядерных транспортных энергетических технологий (НИЦ Курчатовский институт) рассказали о ходе работ над перспективными электроплазменными ракетными двигателями в рамках проекта ТЭМ.
14 апреля 2023 года гендиректор Роскосмоса Юрий Борисов на Международном кинофестивале фильмов и программ о космосе «Циолковский» в Калуге (МКФ) сообщил, что рассматривается возможность использования ядерного буксира «Зевс» в том числе для очистки орбит от космического мусора.
26 апреля 2023 года в рамках проекта «Марафон Знание» на московской площадке в Центральном Манеже генеральный директор Роскосмоса Юрий Борисов выступил с лекцией на тему: «Космонавтика как ответ на вызовы будущего». Где заявил о планах реализации проекта к 2030 году и использовании в совместных проектов освоения Луны с Китаем.
4 ноября 2023 года в рамках проходящей выставки-форума «Россия» Роскосмос продемонстрировал элементы транспортно-энергетического модуля, включая массивную ядерную энергетическую установку, отсек несущих ферм, отсек обеспечивающих систем и модуль двигательных установок, часть из которых появлялись на фото 13—14 сентября 2020 года и 9 июля 2021 года.
13 декабря 2023 года в социальных сетях появились фото слайдов с доклада Дмитрия Зарубина из ИКИ РАН на Международном конгрессе астронавтики в Баку. Предлагалось использование ТЭМ в миссиях к Луне, Венере, Юпитеру и его спутникам, отлетному проекту по изучению гелиосферы, а так же проекту защиты от астероидной опасности.

### 2024 год
В ноябре 2024 года генеральный директор «Роскосмоса» Юрий Борисов в интервью «Соловьев Live» заявил, что ядерный буксир «Зевс»  будет  практически использоваться для освоения дальнего космоса в 2030—2040-х годах.

### 2025 год
10 февраля 2025 года в специальном репортаже «Экспресс на Марс» на канале «Росатома» продемонстрирован действующий лабораторный прототип плазменного ракетного двигателя тягой 6 ньютонов, удельным импульсом не менее 100 км/с, ресурсом в 2400 часов. Заявлено проведение работ над летным прототипом к 2030 году, с несколько раз большим ресурсом. А так же продемонстрирован прототип холловского двигателя КМ-50М, ионного двигателя ИД-750, мощность до 50 и 100 кВт прошедшие огневые испытания.

## Характеристики

### Реактор
Высокотемпературный газоохлаждаемый реактор на быстрых нейтронах, выдерживающий температуры до 1500 К.. В качестве теплоносителя используется гелий-ксеноновая смесь Капельный холодильник-излучатель, турбокомпрессор, трубы из молибденового сплава для рабочих органов системы и защиты реакторной установки.

### Ионный двигатель
Для модуля в ГНЦ ФГУП «Центр Келдыша» был разработан новый ионный двигатель повышенной мощности ИД-500. Его огневые испытания проходили в 2014 году. Его параметры: мощность 32—35 кВт, тяга 375—750 мН, удельный импульс 70 000 м/с (7140 с), коэффициент полезного действия 0,75, масса: 34,8 кг, проектный ресурс: больше 20 000 часов. По состоянию на 2019 год двигатель прошёл полный цикл наземной отработки, в том числе ресурсные испытания продолжительностью 2000 часов с металлическими электродами ионно-оптической системы.

## Применение

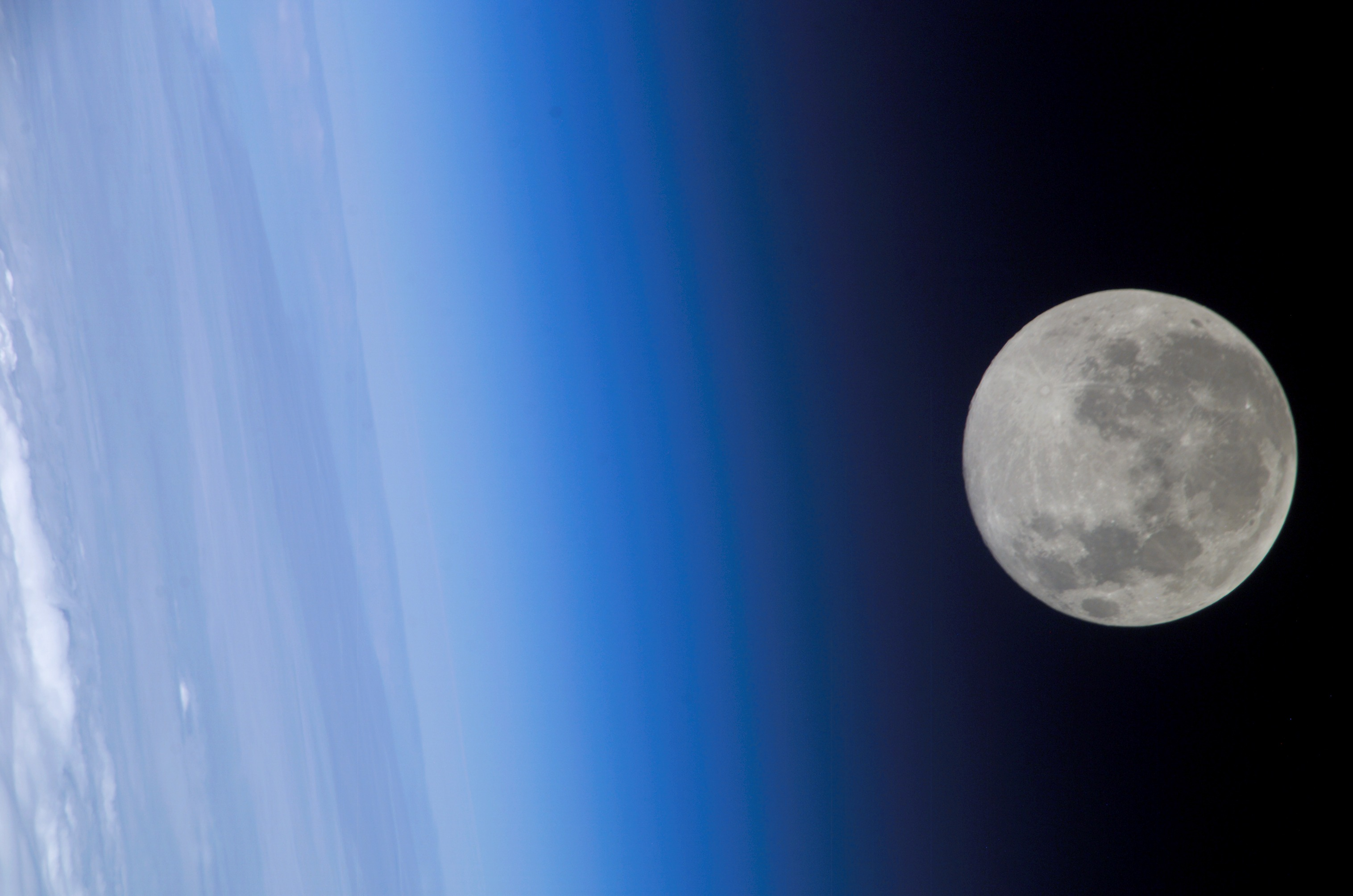
Луна с орбиты Земли, снимок с МКС

Задумывался как транспортное средство для решения большого спектра задач, в том числе для доставки грузов на орбиту вокруг Луны, геостационарную орбиту (ГСО), траектории к планетам Солнечной системы, в том числе к Марсу, а также для выполнения работ по утилизации вышедших из строя спутников и накопившегося мусора на орбите.
Специалисты «Центра имени Келдыша» полагают, что использование модуля позволит снизить стоимость доставки грузов к Луне в 2 раза. А также, что модуль будет выводиться на низкую околоземную орбиту (НОО) с помощью одноразовых ракет-носителей, а вспомогательные блоки будут выводить его на стартовую орбиту высотой не менее 800 км. После того, как ресурс ядерной энергодвигательной установки, который составляет около 10 лет, будет исчерпан, модуль будет переведён на орбиту захоронения.

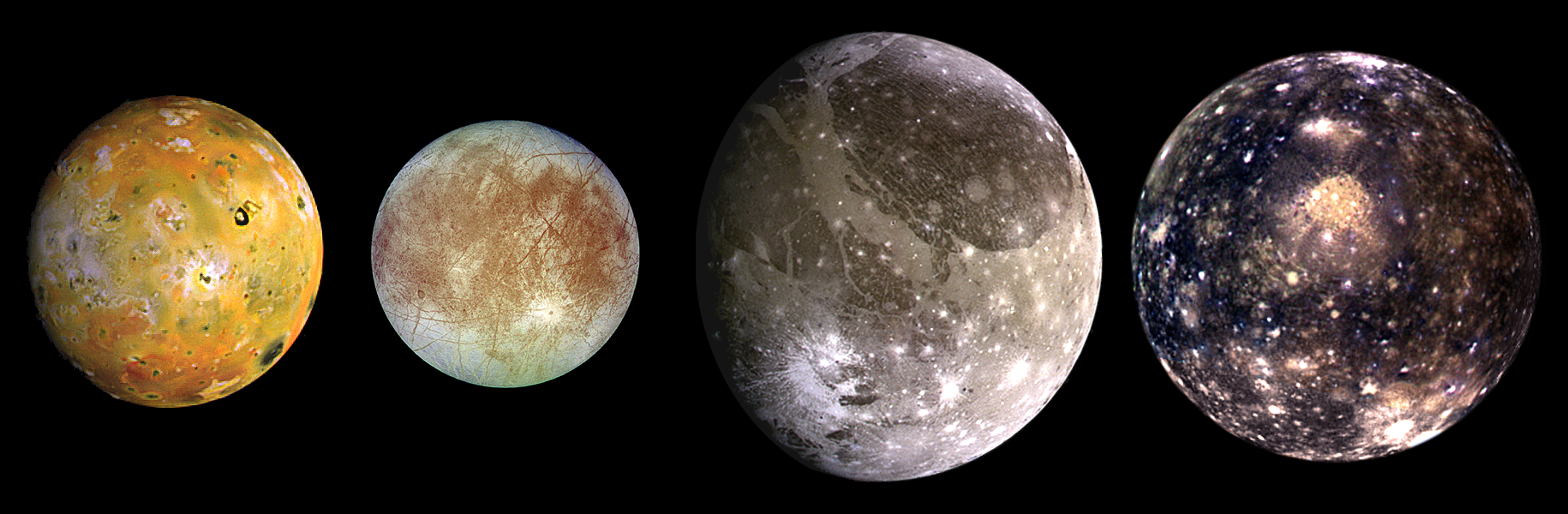
Галилеевы спутники Юпитера

В 2022 году исполнительным директором Роскосмоса Александром Блошенко было объявлено, что первая миссия буксира состоится в 2030 году, а его задачей станет поиск жизни на спутниках Юпитера. Буксир «Зевс» и модуль полезной нагрузки, каждый на отдельной ракете-носителе, будут выведены на околоземную орбиту с космодрома Восточный. Затем будет проведена стыковка и осуществлен облет Луны и возврат к Земле. Потом состоится стыковка с другим модулем полезной нагрузки. Далее «Зевс» полетит в сторону Венеры, совершит там гравитационный маневр и направится к спутникам Юпитера. Длительность миссии оценивают в 50 месяцев, она завершится в 2034 году.

## Бюджет
Общая стоимость работ в 2012 году оценивалась в 5,8 млрд рублей, стоимость эскизного проекта в 2015 году оценивалась в 250 млн рублей.
В 2017 году на создание ТЭМ планировалось выделить из бюджета свыше 2,2 млрд рублей.
Стоимость создания технического комплекса для подготовки космических аппаратов с транспортно-энергетическим модулем на основе ядерной энергодвигательной установки мегаваттного класса оценили в 13,2 млрд рублей. Подготовка проектной документации будет производиться с 2025 по 2026 год, а ввод в эксплуатацию назначен на 2030 год.